# 呉文聰
呉 文聡（くれ あやとし/ふみあき、嘉永4年11月27日（1851年12月19日） - 大正7年（1918年）9月19日）は、日本の統計学者、慶應義塾大学教授。「国勢調査の生みの親」といわれる。

## 経歴
広島藩医・呉黄石の次男として江戸・青山（現在の東京都港区）に生まれた。母せきは箕作阮甫の長女。
三原洋学所ならびに元治2年（1865年）に鉄砲洲慶應義塾に入学し卒業。明治8年（1875年）に太政官正院政表課（のちの内閣統計局審査官）に入り、国勢調査が日本で行われていなかった頃から欧米のような国勢調査を実施しなければならないと主張したことで知られている。国勢調査は呉や杉亨二、内藤守三らの尽力により明治38年（1905年）から実施予定であったが、日露戦争により延期され大正9年（1920年）に第1回の調査が行われ、以後今日まで続く。「東京統計協会」を創設し、雑誌『経済及統計』を創刊。ほか、内務省衛生局、駅逓局、農商務省などで統計整備に指導的役割を果たす。明治32年（1899年）から慶應義塾大学教授（統計学担当）。
明治22年（1889年）の東京市会議員選挙に麹町区から立候補したが落選した。墓所は多磨霊園。

## 研究内容・業績
- 専門は統計学。国勢調査の実施に尽力した。

## 栄典
- 1898年（明治31年）10月10日 - 正七位[5]

## 家族・親族
精神科医の呉秀三は弟。書家の日高秩父は義弟。西洋古典学者の呉茂一と文部官僚の日高第四郎は甥茂一は秀三の長男、日高第四郎は日高秩父・リキ夫妻の四男。
妻・やすとの間に6男3女をもうけた。長男・建は医学者、四男・文炳は経済学者、歌手の高英男は妻の甥。
- 外祖父：箕作阮甫 - 蘭学者[1][2]。
- 父：呉黄石 - 広島藩医[1][2]。
- 母：せき - 箕作阮甫の長女[1][2]。
- 姉：ヤス - 伊予吉田藩医の大月魯庵に嫁ぐ[1]。
- 妹：クミ - 相原浩明に嫁ぐ[1]。相原と離婚後明治女学校校長を務める[1]。
- 妹：リキ - 書家の日高秩父に嫁ぐ[1][7]。
- 弟：呉秀三 - 精神科医[1][2]。
- 妻：やす - 高気一の長女[6][7]。
- 長女：なつ - 実業家の古田良三に嫁ぐ[1][6][7]。
- 次女：とし - 三井銀行員の小松恒太郎に嫁ぐ[1][6][7]。
- 長男：建 - 医学博士・心臓病学者[1][2][6][7]。
- 次男：哲 - 夭折[6]。
- 三男 - 名前不明、夭折。
- 四男：文炳 - 経済学博士・元日本大学総長[1][2][6][7]。
- 三女：たつ - 鷲見寛司に嫁ぐ[1]。
- 五男：楽三 - 夭折[6][7]。
- 六男：貞堅 - 夭折[6][7]。
- 甥：呉茂一 - 西洋古典学者[1][2]。
- 甥：日高第四郎 - 文部官僚・教育学者[1]。
- 義甥：高英男 - 歌手。